# 5 (EP)
Pour les articles homonymes, voir 5 (homonymie).
Albums de Die Antwoord
$O$
(2009) Ekstra
(2010)
Singles
1. Enter the Ninja
Sortie : 9 août 2010
2. Fish Paste
Sortie : Fin 2010

5 est un extended play (EP) de la formation musicale sud-africaine Die Antwoord. Il fait suite à la circulation sur Internet de l'album $O$ et du clip viral Enter the Ninja, qui présentait un certain nombre de partage sur des blogs, notamment BoingBoing. La chanson incorpore des éléments de Butterfly de Smile.dk, célèbre pour être apparu dans Dance Dance Revolution. L'EP comprend certains titres publiés précédemment, ainsi qu'une nouvelle piste et un remix. Fish Paste a été publié en tant que single promotionnel. Pitchfork a rendu l'EP disponible en streaming le 12 juin 2010.

## Singles
Le morceau intitulé Enter the Ninja est sortie en tant que premier single de l'EP le 27 juillet 2010. Il s'agit du titre qui a sorti le groupe de l'anonymat et l'a mondialement fait connaître, entraînant ensuite la signature de celui-ci sur le major Interscope Records ; le clip vidéo de la chanson, qualifié par le Chicago Tribune de macabre et perturbant et mettant en scène les deux membres du groupe ainsi que Leon Botha, artiste sud-africain atteint du syndrome de Hutchinson-Gilford, est devenu un phénomène viral, totalisant de 10 à 30 millions de vues sur les plateformes de partage de vidéos dont YouTube,.
Le magazine musical américain Rolling Stone a classé le morceau à la 32e position de son classement des 50 meilleures chansons de l'année 2010.

## Pochette
Toutes les photographies pour la pochette et l'arrière du disque 5 ont été prises par le photographe Niel Bekker dans la ville du Cap en Afrique du Sud.

## Liste des pistes
| 1.    | Enter the Ninja                       | DJ Hi-Tek     | 5:05 |
| 2.    | Wat Kyk Jy?                           | DJ Hi-Tek     | 4:36 |
| 3.    | I Don't Need You                      | DJ Hi-Tek     | 3:57 |
| 4.    | Fish Paste                            | DJ Hi-Tek     | 4:17 |
| 5.    | Enter the Ninja (DJ Fishsticks Remix) | DJ Fishsticks | 3:21 |
| 68:03 |                                       |               |      |